# Старбеніно
Старбеніно (пол. Starbienino) — село в Польщі, у гміні Хочево Вейгеровського повіту Поморського воєводства.
Населення — 46 осіб (2011).
У 1975-1998 роках село належало до Гданського воєводства.

## Демографія
Демографічна структура станом на 31 березня 2011 року:
|          | Загалом | Допрацездатний вік | Працездатний вік | Постпрацездатний вік |
| -------- | ------- | ------------------ | ---------------- | -------------------- |
| Чоловіки | 24      | 3                  | 19               | 2                    |
| Жінки    | 22      | 2                  | 17               | 3                    |
| Разом    | 46      | 5                  | 36               | 5                    |